# Historia Piekar Śląskich
Historia Piekar Śląskich:

## Pradzieje
Człowiek pojawił się na ziemi bytomskiej na początku najmłodszej epoki kamienia (4000 lat p.n.e.). Natomiast nie ma żadnego dowodu na to, że w epoce brązu istniało na tym obszarze jakiekolwiek osadnictwo. Pierwsza osada w dorzeczu Bielczy i Brynicy istniała od XII do IV wieku p.n.e. Z kolei od IV wieku p.n.e. do II wieku n.e. brak śladów człowieka na tym terenie. Dopiero odkrycie galmanu na polach szarlejskich nad Brynicą umożliwiło natrafienie na szczątki osady z III wieku n.e. Jej mieszkańcy w prymitywnych piecach zwanych dymarkami wytapiali rudę żelaza zalegającą płytko pod darnią.

## Legendy, nazwa i pierwsze wzmianki
Istnieje legenda związana z powstaniem Piekar.
Pod koniec X wieku w puszczy piekarsko-szarlejskiej ukryło się dwoje ludzi. Był to młody czeladnik Ziemomysł, który przekupił straże opolskiego grodu na Pasiece, porwał córkę komesa Bogumiłę i uciekł z nią w piekarskie lasy. Ukryli się w pobliżu wzgórza zwanego Górą Bartłomieja. Młodzi byli bardzo pracowici, zbudowali chatę, łowili ryby, uprawiali rolę. Na początku było im ciężko, jednak już po 5 latach mieli ładny domek, wykarczowali kawał lasu, doczekali się 6 synów i 3 córek. Z czasem córki i synowie zaczęli zakładać własne rodziny i osiedlać się w pobliżu Góry Bartłomieja. I tak powstała słynąca z zamożności osada. Ludzie z sąsiednich terenów przyjeżdżali tu po wyroby piekarnicze, które wypiekał Bartłomiej. Jego ciasta i pierniki uważano za najlepsze w okolicy, którą nazwano Piekary. Najprawdopodobniej nazwa ta pochodzi od pieczar, tj. wyrobisk górniczych, sztolni i przekopów.
Według innej legendy osadę Piekary założył w 1041 roku Kazimierz Odnowiciel (przy okazji również Bytom, Czeladź i Będzin), który wracał do Krakowa przez ziemię bytomską.
Bulla papieża Innocentego II z 1136 roku wymienia osadę leżącą blisko Bytomia o nazwie Zwersow (Zwierzów). Niektórzy historycy wnioskują, że z tej właśnie osady powstało dzisiejsze miasto Piekary Śląskie. Z nazwą Zwierzów związana jest inna legenda.
Działo się to za czasów Bolesława Chrobrego. Dworzanie, którzy często przybywali na ziemię bytomską, donieśli władcy, że pośród gęstej puszczy, nad rzeką Brynicą, znajduje się osada, której mieszkańcy wydobywają srebro. Chciwy bogactwa król pojechał w te strony. W drodze zachwycił go wielki porządek i gospodarność żyjących tu ludzi. Zaś wszyscy mieszkańcy piekarskiej osady wyszli pozdrowić władcę. Król zaś odezwał się w te słowa: Widzę, żeście tę oto ziemię dzikiej puszczy i srogim zwierzom odebrali, a zwojowawszy nie mieczem i krwią, ale pracą i potem, przymnożyliście ojczyźnie wiele bogactw. Ponieważ dużo tu zwierza było, na którego w tych okolicach polowałem przeto wieś ta Zwierzów odtąd zwać się będzie.
Około 1270 roku we wsi Kamień na terenie dzisiejszych Piekar urodził się Nanker herbu Oksza, późniejszy biskup krakowski i wrocławski, inicjator budowy katedry gotyckiej na Wawelu. 
Na podstawie źródłowego przekazu pochodzącego z 4 października 1277 roku dowiadujemy się, że biskup krakowski Paweł z Przemankowa utworzył parafię rzymskokatolicką w Kamieniu, oddzielając ją od Parafii św. Małgorzaty w Bytomiu. W tym dokumencie po raz pierwszy wymieniono nazwę osady Pecare, która została przydzielona nowej parafii.
Pierwszy drewniany kościół św. Bartłomieja został wybudowany w Piekarach przez syna księcia opolskiego Ziemowita w 1303 roku. Został on poświęcony w 1318 roku. W uroczystości tej uczestniczył biskup Nanker pochodzący z Kamienia. Pierwszym piekarskim plebanem był ks. Piotr. Kolejna legenda głosi:
Według pierwotnych planów pierwszy piekarski kościół stanąć miał na wzgórzu Cerekwica. Tam też zawieziono potrzebne do budowy drewno. Jednakże w jakaś tajemnicza siła w ciągu jednej nocy przeniosła zgromadzony budulec w inne miejsce. Zostało to uznane za znak i budowę rozpoczęto na terenie w tak nieoczekiwany sposób wskazanym.

## Wiek XIV-1623
W XIV wieku w Piekarach rozwinęło się górnictwo rud żelaza. Władzę sprawował tu nieznany żupnik, który był dobrym gospodarzem i organizatorem. Wieś Piekary od 1332 roku zaczęto nazywać Pecare Thrutonicale. W 1420 roku pojawia się nazwa Grosse Bäckern (Wielkie Piekary), a to za sprawą Konrada z Oleśnicy, z dynastii Piastów oleśnickich, który musiał oddać Piekary królowi węgierskiemu Maciejowi Korwinowi. W ten sposób Piekary stały się lennem czeskim. W styczniu 1477 roku król węgierski odsprzedał połowę Bytomia wraz z Piekarami Janowi z Zierotyna (Jan Żerotin) za 8000 guldenów. Z kolei w 1480 wieś odkupił Ernest Mrakot Luźnierski. Powstała wtedy szkoła ludowa, w której uczył Aleksy Graba. Dnia 13 grudnia 1498 roku Jan II Dobry został właścicielem Piekar Wielkich. Powstała tu wtedy komora celna oraz nastąpił poważny rozwój górnictwa. Władał on Piekarami aż do 1526, kiedy to oddał je w lenne władanie
Jerzemu Hohenzollern, który był protektorem luteranizmu i wprowadził go przemocą – metodą Cuius regio, eius religio. Po jego śmierci w 1543 roku panowali kolejno:
- Jerzy Fryderyk von Ansbach (1543–1603)
- Joachim Fryderyk (1603–1608)
- Jan Jerzy (1608–1620)

W roku 1620 Habsburgowie odebrali księstwo bytomskie wraz z Piekarami Hohenzollernom. W roku 1623 decyzją cesarza Ferdynanda II Habsburga Piekary wraz z ziemią bytomską dostały się bogatemu kupcowi ze Spisza Łazarzowi Henckelowi von Donnersmarckowi. Do rodziny Donnersmarcków Piekary należały aż do końca I wojny światowej.

## Panowanie Henckel von Donnersmarcków

### Rozwój kultu Maryjnego

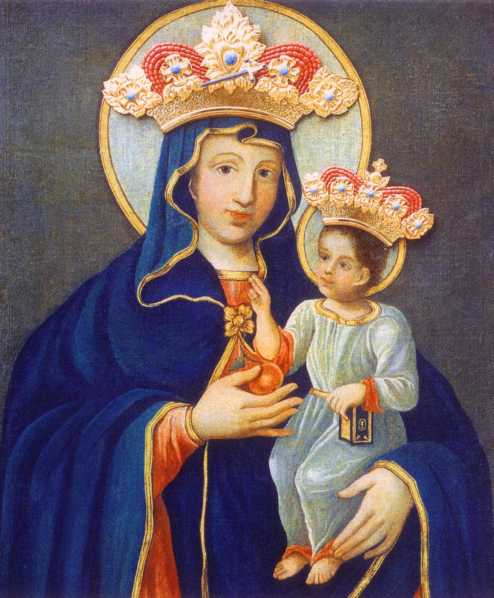
Obraz Matki Boskiej Piekarskiej

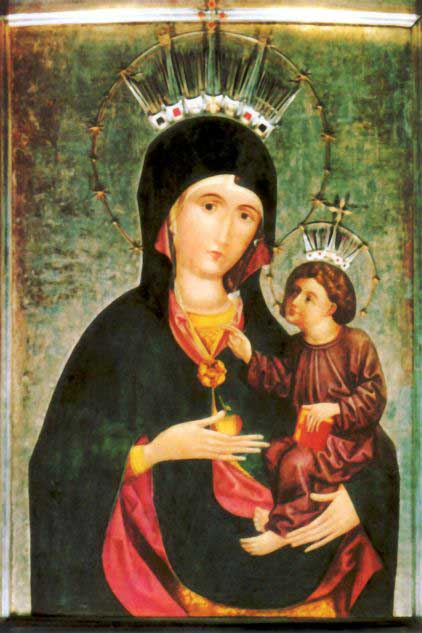
Obraz Matki Bożej wywieziony do Opola

Cesarz Ferdynand II Habsburg w 1629 roku wydał dekret restytucyjny, na mocy którego katolicy odzyskali wszystkie odebrane im przez luteran dobra. W II połowie XVII wieku spontanicznie zaczął rozwijać się kult obrazu Matki Boskiej. Proboszcz piekarski ks. Jakub Roczkowski przeniósł obraz do ołtarza głównego kościoła za co wytoczono mu proces przed sądem biskupim.
W 1676 roku w Tarnowskich Górach wybuchła zaraza, wtedy to pielgrzymi z miasta modlili się przed obrazem Matki Bożej, a gdy wracali zaraza zaczęła ustępować. Była to pierwsza tzw. pielgrzymka "ślubowana", kiedy to cała wioska podejmowała zobowiązanie, że co roku w określonym dniu odbędzie pielgrzymkę jako podziękowanie za otrzymane łaski. W 1680 roku wybuchła zaraza w Pradze, wtedy cesarz Leopold I Habsburg zwrócił się z prośbą o przywiezienie obrazu. 15 marca 1680 roku w uroczystej procesji przeniesiono obraz ulicami Pragi. Zaraz ustąpiła, a arcybiskup praski Jan Fryderyk Waldstein potwierdził urzędowo cudowność obrazu.
20 sierpnia 1683 roku król Jan III Sobieski, zmierzając pod Wiedeń, gdzie stoczył zwycięską bitwę z wojskami wezyra Kary Mustafy pragnął pomodlić się w piekarskim kościele, gdzie wysłuchał mszy i przed obrazem Matki Bożej prosił o zwycięstwo. W dniach 26-29 lipca 1697 roku miejscowość gościła elektora saskiego Fryderyka Augusta I późniejszego króla Polski – Augusta II Mocnego, który w Piekarach wyznał ponownie wiarę i podpisał pacta conventa. Jego syn, król August III Sas, przybył tu 8 stycznia 1734 roku.
W 1702 roku ze względu na bezpieczeństwo, które zagrożone było walkami religijnymi obraz Matki Bożej wywieziono do kościoła św. Krzyża w Opolu, gdzie znajduje się do dziś. Tam ikona przez długi czas nie wyróżniała się szczególną czcią i nie przyciągała pielgrzymek. Natomiast do Piekar, mimo iż w kościele znajdowała się tylko replika obrazu przybywały pielgrzymki, co jeden z ówczesnych księży skwitował słowami: Nie pędzel tu mocen, ni praca człowieka, ni drzewo, ni płótno, jeno Duch Boży, który sobie to miejsce i ten lud upodobał.
Niebezpieczne warunki pracy pod ziemią w śląskich kopalniach oraz trudy pracy w hutach uświadamiały, że trzeba zdać się na Opatrzność Bożą. Takie przeświadczenie było częstą przyczyną pielgrzymek całych rodzin śląskich do Piekarskiej Madonny.

### Rozkwit gospodarczy
Na terenie Piekar Śląskich osiedlało się wielu hutników i górników, gdyż odkryto tu nowe pokładu galmanu i węgla kamiennego, co dawało nadzieję na zatrudnienie. To właśnie galman był największym bogactwem Piekar i okolic. Jednakże poważnym problemem hamującym zwiększenie wydobycia w owych czasach była niemożność poradzenia sobie z wodą zalewającą podszybia i sztolnie. W 1704 wrocławski kupiec Georg von Giesche uzyskał od cesarza przywilej wybierania kruszcu w okolicach Szarleja. Wtedy to rozpoczął się okres rozkwitu gospodarczego Piekar. Wówczas przemysł na tych terenach związany był przede wszystkim z działalnością spółki Georg von Giesches Erben oraz rodu Donnersmarcków.
| Większe kopalnie i huty powstałe na terenie poszczególnych dzielnic Piekar Śląskich w latach 1704-1918 | Większe kopalnie i huty powstałe na terenie poszczególnych dzielnic Piekar Śląskich w latach 1704-1918 | Większe kopalnie i huty powstałe na terenie poszczególnych dzielnic Piekar Śląskich w latach 1704-1918 | Większe kopalnie i huty powstałe na terenie poszczególnych dzielnic Piekar Śląskich w latach 1704-1918 | Większe kopalnie i huty powstałe na terenie poszczególnych dzielnic Piekar Śląskich w latach 1704-1918 |
| dzielnica                                                                                              | nazwa                                                                                                  | surowiec                                                                                               | data powstania                                                                                         | założyciel                                                                                             |
| --- | --- | --- | --- | --- |
| | | | | |
| Brzeziny Śląskie                                                                                       | Samuelglück Blei Scharley                                                                              | cynk i ołów                                                                                            | 1855                                                                                                   | |
| Brzozowice                                                                                             | Brzozowice Cecylia                                                                                     | galman                                                                                                 | 1857                                                                                                   | Spółka Giesche Donnersmarckowie                                                                        |
| Dąbrówka Wielka                                                                                        | Rozalia                                                                                                | galman                                                                                                 | XIX w.                                                                                                 | |
| Kamień                                                                                                 | Andaluzja                                                                                              | węgiel kamienny                                                                                        | 1908-1911                                                                                              | Donnersmarckowie                                                                                       |
| Kozłowa Góra                                                                                           | Carlsglück                                                                                             | węgiel kamienny                                                                                        | 1825                                                                                                   | Donnersmarckowie                                                                                       |
| Szarlej                                                                                                | Jerzy Bernard Otto Wilhelmine Scharley Concordia Zygmunt Nowa Helena                                   | galman cynk                                                                                            | 1704 kon. XVIII wieku pocz. XIX wieku poł. XIX wieku                                                   | Jerzy Giesche Spółka Giesche Donnersmarckowie Spółka Giesche                                           |

### Budowa Bazyliki i Kalwarii

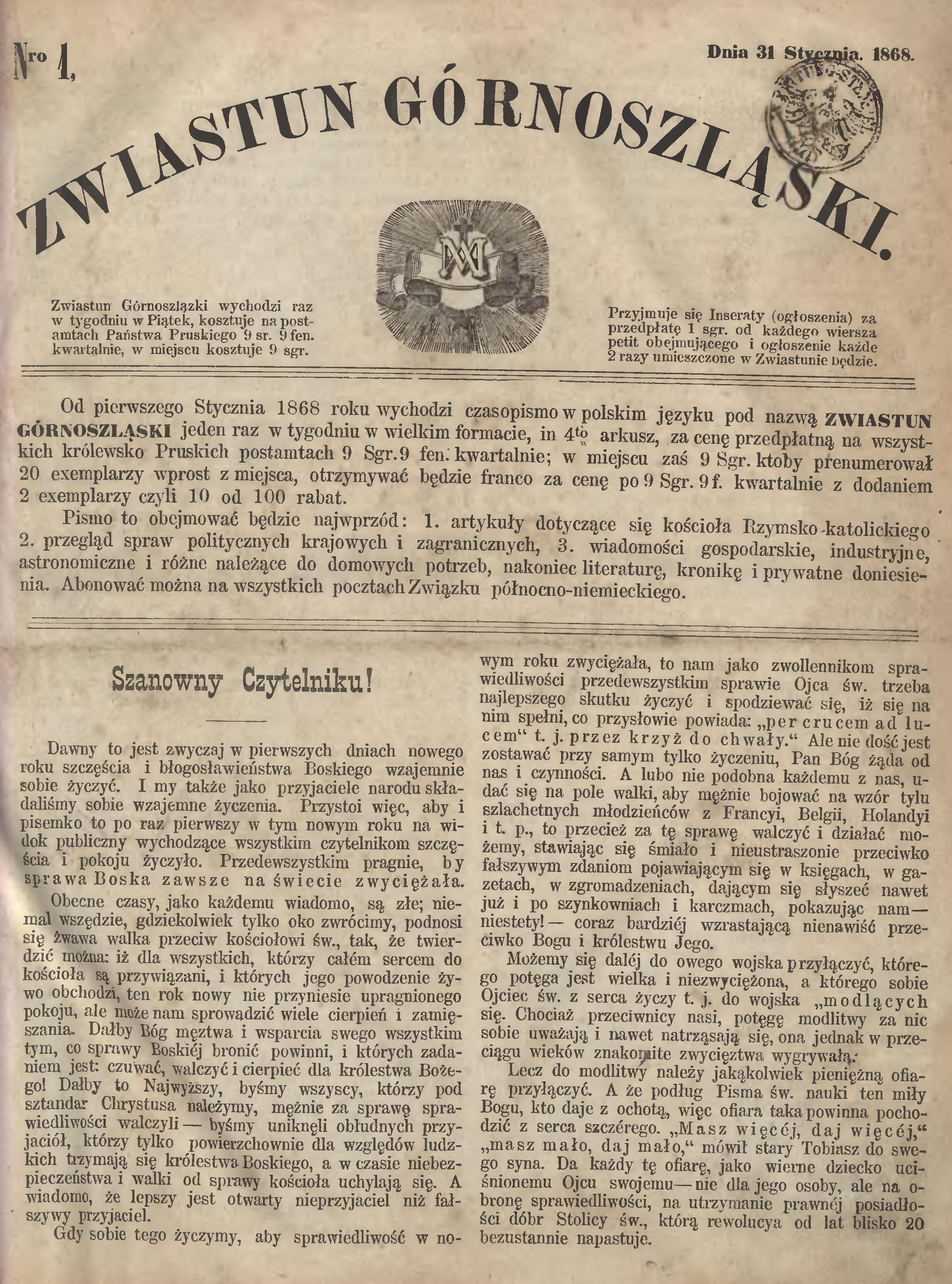
Pierwszy numer „Zwiastuna Górnoszląskiego” wydany w Piekarach Śląskich w roku 1868.

Lata 1845–1847 to okres tragiczny dla Piekar. Deszcze i nieurodzaj były przyczyną nędzy a głód i zaraza dziesiątkowały mieszkańców. Ówczesny proboszcz parafii piekarskiej ks. Jan Alojzy Ficek zainicjował nurt charytatywny polegający na rozdawaniu żywności, odzieży czy wyszukiwaniu rodzin zastępczych dla sierot. Został wtedy obdarzony przydomkiem „Apostoła Śląska”. W 1844 roku zainicjował wielką akcję duszpasterską mającą na celu zwalczenie plagi pijaństwa. Akcja antyalkoholowa była fenomenem przekraczającym granice Śląska, a z biegiem lat przybrała charakter walki o oblicze narodowe Śląska. Kolejną masową akcją duszpasterską zainicjowaną przez piekarskiego proboszcza były misje ludowe. ks. Ficek odegrał również ważną rolę jako inicjator ośrodka wydawniczego pomagającego w szerzeniu kultury i oświaty na Górnym Śląsku. Największym, materialnym dorobkiem ks. Ficka w Piekarach była budowa kościoła. Mimo wielu trudności związanych z pozwoleniem na budowę oraz z kłopotami finansowymi, 22 sierpnia 1849 roku biskup wrocławski Melchior von Diepenbrock dokonał konsekracji nowego, neoromańskiego Kościoła pw. Najświętszej Marii Panny i św. Bartłomieja, który powstał głównie dzięki ofiarności miejscowych wiernych.
Idea budowy Kalwarii Piekarskiej związana jest również z działalnością ks. Ficka. Niestety przeszkodziła mu w tym śmierć. Wykonaniem jego testamentu duchowego zajął się jego następca ks. Bernard Purkop, który na wzgórzu Cerekwica rozpoczął budowę Kalwarii. W 1866 roku nabył grunty przylegające do wzgórza i obsadził je drzewami. Kolejnego proboszcza ks. Leopolda Nerlicha można uznawać za właściwego budowniczego Kalwarii. Kamień węgielny pod budowę położono w 1887 roku. Do istniejących planów wniósł szereg poprawek, zebrał potrzebne na budowę fundusze. Za jego czasów kompleks przybrał ostateczny kształt, który przetrwał do dziś. Pracami budowlanymi kierował honorowo budowniczy Karol Ogórek z Szarleja. Kaplice budowane były bezinteresownie przez górników i hutników, którzy przychodzili na wzgórze bezpośrednio po zakończeniu pracy. Już za czasów następnego proboszcza ks. Karola Nerlicha 21 czerwca 1896 kard. Georg Kopp dokonał uroczystej konsekracji Kalwarii Piekarskiej i Kościoła Kalwaryjskiego pw. Przemienienia Pańskiego. W ten sposób zakończył się proces formowania głównego ośrodka religijnego na Górnym Śląsku.

### Ośrodek wydawniczy

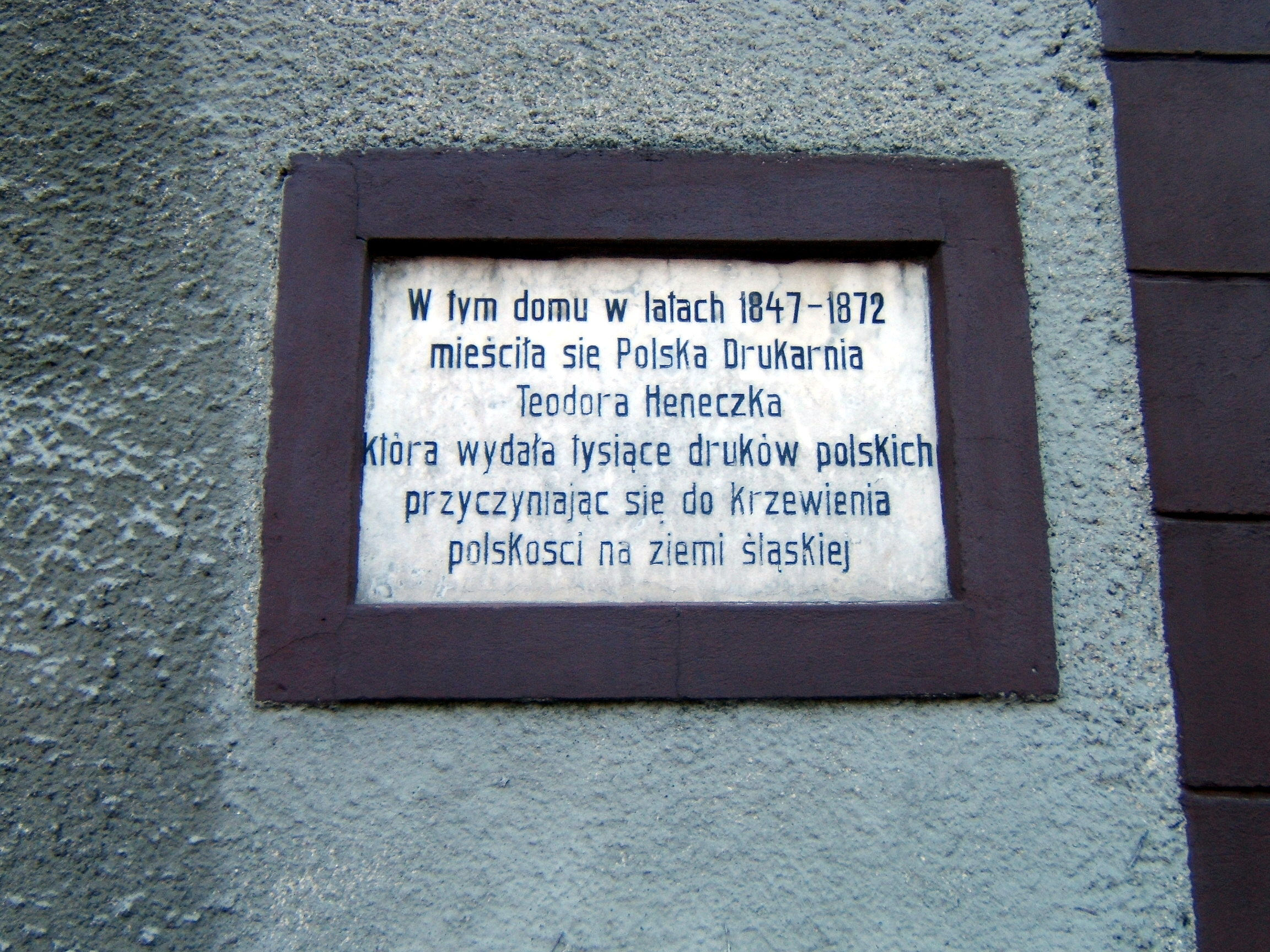
Tablica pamiątkowa na budynku, w którym mieściła się drukarnia Teodora Heneczka (ul. Bytomska 176)

Ośrodek wydawniczy w Piekarach rozpoczął swą działalność pod koniec pierwszej połowy XIX wieku. Proboszcz piekarski ks. Jan Alojzy Ficek czynił starania, aby pątnicy, którzy przychodzili do Piekar mogli zabrać do domu drukowaną nabożną książkę. Wspólnie z Teodorem Heneczkiem założył w 1847 roku polską drukarnię. Pierwsza oficyna była czynna w domu u Kaduka (ul. Bytomska 145). Wydawane były w większości druki o treści religijnej i czasopisma tj.: „Dziennik Górnośląski”, „Tygodnik Katolicki”, „Zwiastun Górnośląski” oraz „Promotor nabożeństwa do św. Józefa i św. Rodziny”. W drukarni piekarskiej działalność edytorską prowadzili ks. Józef Szafranek, ks. Norbert Bonczyk, Teofil Nowacki, Karol Osadnik, Józef Lompa, Karol Miarka i Stanisław Czerniejewski. Oprócz drukarni Heneczka na terenie Piekar istniały jeszcze dwie inne: od 1871 drukarnia Teofila Nowackiego oraz drukarnia Franciszka Świdra i Stanisława Czerniejewskiego. Ze względu na rozpowszechnioną działalność wydawniczą Piekary Śląskie zostały określone mianem Lipska górnośląskiego.

### Towarzystwa i organizacje społeczne
W XIX wieku w Piekarach działały następujące organizacje społeczne:
- Towarzystwo Trzeźwości (od 1844)
- Związek Nadziei pod Opieką Świętych Aniołów Stróżów (od 1846)
- Towarzystwo Mariańskie (od 1848)
- Towarzystwo św. Alojzego (od 1890)

Ruch teatralny zainicjował w Piekarach Karol Piekoszewski, który w 1807 zorganizował pierwszy zespół amatorski. Wawrzyniec Hajda zakładał kółka teatralne i sekcję teatralną. "Kółko Polskie" założone w 1876 przez ks. Bernarda Purkopa wystawiło pierwszą sztukę zatytułowaną Żyd w beczce. W 1909 w mieście powstało Towarzystwo Gimnastyczne Sokół oraz Towarzystwo Śpiewu Lutnia. Rozwijał się także ruch śpiewaczy: w 1908 w Piekarach Wielkich powstał chór "Cecylia", w 1911 "Halka" w Kozłowej Górze i "Dąbrówka" w Dąbrówce Wielkiej, w 1912 "Polonia" w Brzozowicach, w 1920 Towarzystwo Śpiewacze "Paderewski" w Szarleju, a w 1926 chór "Harmonia" w Kamieniu. Zadaniem tych organizacji było krzewienie polskości oraz dbanie o polskie tradycje.
W drugiej połowie XIX wieku została zapoczątkowana walka ideologiczno-polityczna – wymierzona w kościół katolicki powiązana z germanizacją tzw. Kulturkampf. Na Górnym Śląsku spowodował on ożywienie religijno-narodowe i umocnił więzi społeczne wiernych z duchowieństwem.

## II Rzeczpospolita
Po upadku II powstania śląskiego, dnia 20 marca 1921 roku w Piekarach przeprowadzono plebiscyt:
| Wyniki plebiscytu w Piekarach i Szarleju | Wyniki plebiscytu w Piekarach i Szarleju | Wyniki plebiscytu w Piekarach i Szarleju | Wyniki plebiscytu w Piekarach i Szarleju | Wyniki plebiscytu w Piekarach i Szarleju |
|                                          | za Polską                                | za Polską w %                            | za Niemcami                              | za Niemcami w %                          |
| ---------------------------------------- | ---------------------------------------- | ---------------------------------------- | ---------------------------------------- | ---------------------------------------- |
|                                          |                                          |                                          |                                          |                                          |
| Piekary                                  | 4697 osób                                | 86,58%                                   | 728 osób                                 | 13,4%                                    |
| Szarlej                                  | 3915 osób                                | 66,6%                                    | 1963 osób                                | 33,4%                                    |
| Razem                                    | 8612 osób                                | 76,2%                                    | 2691 osób                                | 23,8%                                    |

16 czerwca 1922 roku do Piekar wkroczyło Wojsko Polskie pod dowództwem gen. Stanisława Szeptyckiego. Piechota i ułani weszli od strony Brzezin i Kamienia. Przy ustawionej przed Bazyliką NMP bramie triumfalnej powitał generała Wawrzyniec Hajda liczący wówczas 78 lat. Tuż po odzyskaniu przez Polskę niepodległości do Wielkich Piekar przyjechali: Józef Piłsudski i gen. Józef Haller, a w 1923 roku piekarzanie witali Prezydenta RP Stanisława Wojciechowskiego.
W 1922 utworzono Województwo śląskie z pierwszym wojewodą Józefem Rymerem, Wielkie Piekary znalazły się w powiecie świętochłowickim.
15 sierpnia 1925 roku obraz Madonny Piekarskiej został koronowany przez nuncjusza papieskiego Wawrzyńca Lauri, a korony podarował i poświęcił papież Pius XI.
Wiosną 1932 roku zawiązał się w Piekarach Komitet Obchodów 250. rocznicy Odsieczy Wiedeńskiej. Powołano Społeczny Komitet Budowy Kopca Wyzwolenia. Do Piekar przyjeżdżały delegacje z kraju i zagranicy, przywożąc ziemię w urnach z Góry św. Anny, Głogowa, Kędzierzyna, Gniezna, Gdyni, Olkusza i Cierlicka. Pod kopiec napływali liczni budowniczowie z całej Polski. Byli tu m.in. dowódcy III. powstania śląskiego, na czele z Wojciechem Korfantym oraz pisarze związani ze Górnym Śląskiem: Gustaw Morcinek, Kazimierz Gołba i Pola Gojawiczyńska. Dnia 20 czerwca 1937 roku w XV rocznicę wkroczenia wojsk polskich, odbyła się uroczystość poświęcenia Kopca.
W 1934 połączono Piekary i Szarlej. Funkcję naczelnika nowej gminy powierzono Bartłomiejowi Płonce, posłowi do Sejmu Śląskiego.

## II wojna światowa
Na odcinku piekarskim atak niemiecki nastąpił w dniu 1 września 1939 o godzinie drugiej w nocy. Niemiecki Freikorps od razu skierował się w kierunku dworca szarlejskiego i kopalni „Nowa Helena”, został jednak przez powstańców powstrzymany. Zarządzono ewakuację ludności cywilnej, niedaleko bowiem biegła linia fortyfikacji i obawiano się masakry. Ludzie pakowali więc najbardziej potrzebne rzeczy i ruszali w stronę Łagiszy. Następnego dnia powstańcy piekarscy musieli jednak opuścić Piekary. Na rozkaz majora Tomasika wycofali się do Józefki, a potem dalej na wschód.
Batalion piekarski w sile ok. 200 ludzi, pod dowództwem Jana Barona cofał się w kierunku Krakowa a potem Lublina. Piątego dnia wojny grupa powstańców została rozbita przez Wehrmacht pod Miechowem. Na placu boju wielu poległo i zostało rannymi, niektórzy zdezorientowani wracali do Piekar. Niemcy jednak wywlekali ich z domów, a na placu przed ratuszem urządzili im dwuszereg z oprawców z Freikorps'u z pałkami gumowymi ze stalową sprężyną. Spadł grad uderzeń, lała się krew, jednak gorsze sceny działy się w więzieniu, gdzie pastwiono się nad nimi i okrutnie torturowano. 6 września 1939 przed ratuszem w Brzozowicach zostali rozstrzelani: Emil Mutwil, Paweł Ogaza i Jan Remarczyk. 18 listopada 1941 również w Brzozowicach gestapo powiesiło Józefa Hadasia, Huberta Hatko i Teodora Tomę (obecnie są oni patronami piekarskiego Hufca ZHP).
Po przejściu nawałnicy, już w październiku 1939 pojawiły się pierwsze ulotki wzywające do walki z okupantem. Zaczęły działać organizacje bojowe toteż w kopalni węgla Andaluzja, galmanu „Nowa Helena” i „Orzeł Biały”, gdzie pracowała większość członków tych organizacji, rwały się liny, psuły urządzenia i maszyny. Jednak gestapo rozbiło te organizacje, a wielu członków znalazło się w obozach koncentracyjnych. Praca konspiracyjna jednak nie ustała. Jak się ocenia, w 1943 w kopalni „Andaluzja” wydobycie spadło o blisko 40 tys. ton węgla, wydobyto o blisko 5 tys. mniej rudy cynku i ołowiu w kopalni „Nowa Helena”, podobnie było w kopalni „Orzeł Biały”.
Miały miejsce także akcje zbrojne, przykładowo w lipcu 1943 grupa Walentego Kołodzieja wykoleiła pociąg na wąskich torach w Szarleju. Hitlerowcy naprawiali szkody przez trzy dni, miesiąc później grupa AK pod dowództwem Henryka Mazura zniszczyła szyny na odcinku dworzec-huta w Brzezinach Śląskich, co spowodowało wykolejenie się pociągu z cynkiem, ołowiem i kadmem. Nasilenie akcji miało miejsce w 1944, kiedy 4 razy wykolejano pociągi na odcinku Rojca-Brzeziny Śląskie, dwukrotnie podpalano urzędy hitlerowskie, rozbito magazyn w zakładach Hymscheid. Niektórzy piekarzanie walczyli w partyzantce w północnej części powiatu tarnogórskiego.
Niemcy do Wehrmacht'u wcielali wielu piekarzan, którzy często dezerterowali. Piekarzanie, jak zresztą większość Polaków, walczyli na wszystkich frontach wojny. Major Jan Ludyga-Laskowski, gdy dostał się do Francji, walczył w wojnie francusko-niemieckiej, a po upadku Francji walczył w stopniu podpułkownika w partyzantce francuskiej. Teofil Markiefka i Konrad Burzyk walczyli w obronie twierdzy Tobruk, Walenty Prochacki walczył w szeregach Brygady Karpackiej pod Acron'ą i Gazal'ą. Bronisław Jansa walczył w Dywizjonie 302 w bitwie o Anglię, pod Monte Cassino zginęli Paweł Sroka, Franciszek Marchwitz oraz dezerterzy z Wehrmacht'u Gotfryd Bednorz i Reinhold Woźniczka, w służbie sanitarnej we Włoszech pracował były dyrektor Powiatowego Szpitala w Piekarach, dr Bocianowski. Wielu nie wymieniowych tu z nazwiska piekarzan oddało swe życie w walce z Niemcami na wszystkich frontach.
Rankiem 27 stycznia 1945 od Kozłowej Góry i Bobrownik czołgi radzieckie zajęły Piekary.

## Czasy współczesne
Dnia 29 stycznia 1945 powołano Zarząd Miejski, jednak do końca 1946 Piekary Śląskie traktowano nadal jako gminę wiejską. Na mocy ustawy Sejmu Śląskiego z 10 lipca 1939 Piekary Śląskie formalnie otrzymały ustrój miejski z dniem 1 stycznia 1940 Ustawa ta jednak nie została wykonana z powodu okupacji niemieckiej. Ostatecznie Piekary Śląskie 13 lutego 1947 roku mogły ponownie powołać organy miasta (z mocą wsteczną od 1 stycznia 1947). Pierwszym burmistrzem został Jan Kolenda, działacz KPP, przewodniczącym Miejskiej Rady Narodowej został Hubert Grabara.